# Rennfeld
Das Rennfeld ist der 1629 m ü. A. hohe westlichste Gipfel der Fischbacher Alpen in der österreichischen Obersteiermark, im Zwickel zwischen den Flüssen Mur und Mürz. Am höchsten Punkt des Rennfelds treffen sich die Gemeindegrenzen von Bruck an der Mur, Pernegg an der Mur sowie Sankt Marein im Mürztal, der Gipfel markiert den jeweils höchsten Punkt der drei Gemeinden.
Das Rennfeld kann von Bruck an der Mur im Westen über den Kaltbachgraben und den Glanzgraben, von Kapfenberg im Norden über Frauenberg, von Pernegg im Südwesten über den Gabraun-Graben oder von Breitenau am Hochlantsch im Südosten (jeweils rund 1000–1200 Höhenmeter) erstiegen werden. Eine Variante des Zentralalpenwegs führt über den Gipfel.
An der östlichen Flanke des Rennfeldes befindet sich der Buchecksattel, der einen einfacheren Übergang von Frauenberg in die Breitenau bietet.
Der Berg gilt als ausgesprochener Panoramaberg und ist einer der drei Hausberge von Bruck an der Mur. (Rennfeld, Hochanger, Madereck).
Das Rennfeld bildet ein weites Hochplateau in west-östlicher Ausrichtung. Dort befinden sich wenige Meter unter dem Gipfel das Ottokar-Kernstock-Schutzhaus (1620 m) und eine Richtfunkstation.